# Isabelle A
Isabelle A, artiestennaam van Isabelle Adam (Gent, 25 mei 1975), is een Belgische zangeres. Ze werd eind jaren tachtig en begin jaren negentig bekend als tieneridool met hits als Hé, lekker beest, Blank of zwart en Ik heb je nodig.

## Biografie

### Vroege carrière
Ze werd geboren als Isabelle Adam in de Gentse volkswijk De Muide. Haar vader was garagehouder. In 1987, tijdens een talentenjacht van Walter Capiau, werd ze op haar twaalfde ontdekt door producer Marc Van Beveren. Isabelle won de wedstrijd van Peter Colpaert, die tweede werd met zijn werk Het luisterlied zal niet meer sterven. Ze bracht de single On my own uit, een cover van het Griekse zangeresje Nikka Costa, waarmee ze in de finale van het soundmixcircuit terechtkwam.
In 1987 kwam haar eerste eigen single op de markt: De troika. Op de BRT mocht ze het jongerenprogramma Tv Tam Tam presenteren, waarin ze jongeren interviewde over bepaalde thema's en ook elke aflevering er een lied over zong.

### Het grote succes
In 1990 werd haar nummer Hé, lekker beest in Vlaanderen een grote nummer één-hit die negen maanden in de hitparade bleef staan en de platina-status behaalde. Haar tweede single, Ik weet wat ik wil (1991), werd bekroond met goud en haar debuutalbum Isabelle A werd platina. 
De single Blank of zwart getuigde van haar engagement tegen racisme. Ze zong het nummer tijdens de beruchte live-uitzending van het BRT-programma Panorama op 5 september 1991 over de opvang van asielzoekers in Lint waarbij het Vlaams Blok luidruchtig protesteerde.
De 16-jarige zangeres verliet op dat ogenblik ook definitief de schoolbanken. Haar ouders waren een jaar voordien gescheiden. Terugblikkend op haar succes als jeugdidool heeft Isabelle A dikwijls aangegeven dat ze regelmatig ongelukkig was doordat ze zo vaak moest optreden en haar ouders en leeftijdsgenootjes amper kon zien.
In 1990 had ze een gastoptreden in de serie Samson en Gert. De aflevering waarin ze voorkwam werd naar haar vernoemd. Ook in 1991 was ze een aflevering te zien.
In 1992 verscheen vervolgens het album Zeventien, waarvan de nummers Ik heb je nodig en Weet je nog wederom grote hits werden. Ze richtte hierna met Theresa Platteau en Prince Far Out het internationaal danceproject Interactiv op, waaruit in 1994 de single Slam voortkwam.
Intussen nam ze ook haar derde album Jij doet me leven op, waarvan de single Jij mag altijd op me rekenen de Radio 2 Zomerhit won voor beste Belgische productie. Het nummer werd ook een hit in Nederland.
In 1994 verscheen haar vierde album en bereikte ze de Vlaamse Top 10 met de nummers Toch zie ik je graag en Ik laat je nooit meer gaan.
Isabelle presenteerde in 1995 een poosje bij de pas opgerichte zender VT4 en zong het lied voor de begingeneriek van de net opgestarte VRT-soap Thuis.

### Volwassenwording
In 1997 bracht ze opnieuw platen uit en stond ze met de singles Dansen voor jou, Hemels en Liefste opnieuw in de hitlijsten. Tussendoor dook Isabelle A op in muziekprogramma's als Het Swingpaleis, De Notenclub en Lalala Live.
In 1999 kreeg Isabelle een wildcard van de VRT om rechtstreeks (zonder voorronde) deel te nemen aan de finale van Eurosong, de Belgische voorronde voor het Eurovisiesongfestival. Met haar groepje Natural High nam ze deel met het nummer Finally. Dit werd echter geen succes. In de zomer van 1999 bracht ze de single Blijf me bij uit.

### Jaren 2000
Vanaf 2000 begon Isabelle in het Engels te zingen. Samen met Miguel Wiels scoorde ze eind dat jaar een hit met de dance-single Wish. Daarna werkte Isabelle samen met de producers van onder meer Madonna. Ze besloot haar artiestennaam te laten vallen en haar carrière voort te zetten onder haar volledige naam Isabelle Adam. De eerstvolgende single Calling out your name werd geen hit, maar het nummer kwam wel in de toenmalige Q-list van Q-music terecht.
In 2002 nam ze als onderdeel van de gelegenheidsgroep The Magic Stars de single A brand new day op. De andere leden van de groep waren Raf Van Brussel, William Reven en Xandee. Na enkele andere Engelstalige nummers, zoals het zomerse Baby baby, nam Isabelle in 2004 een duet op met K-Styles. Het was een herwerkte versie van het bekende My guy van Madness.

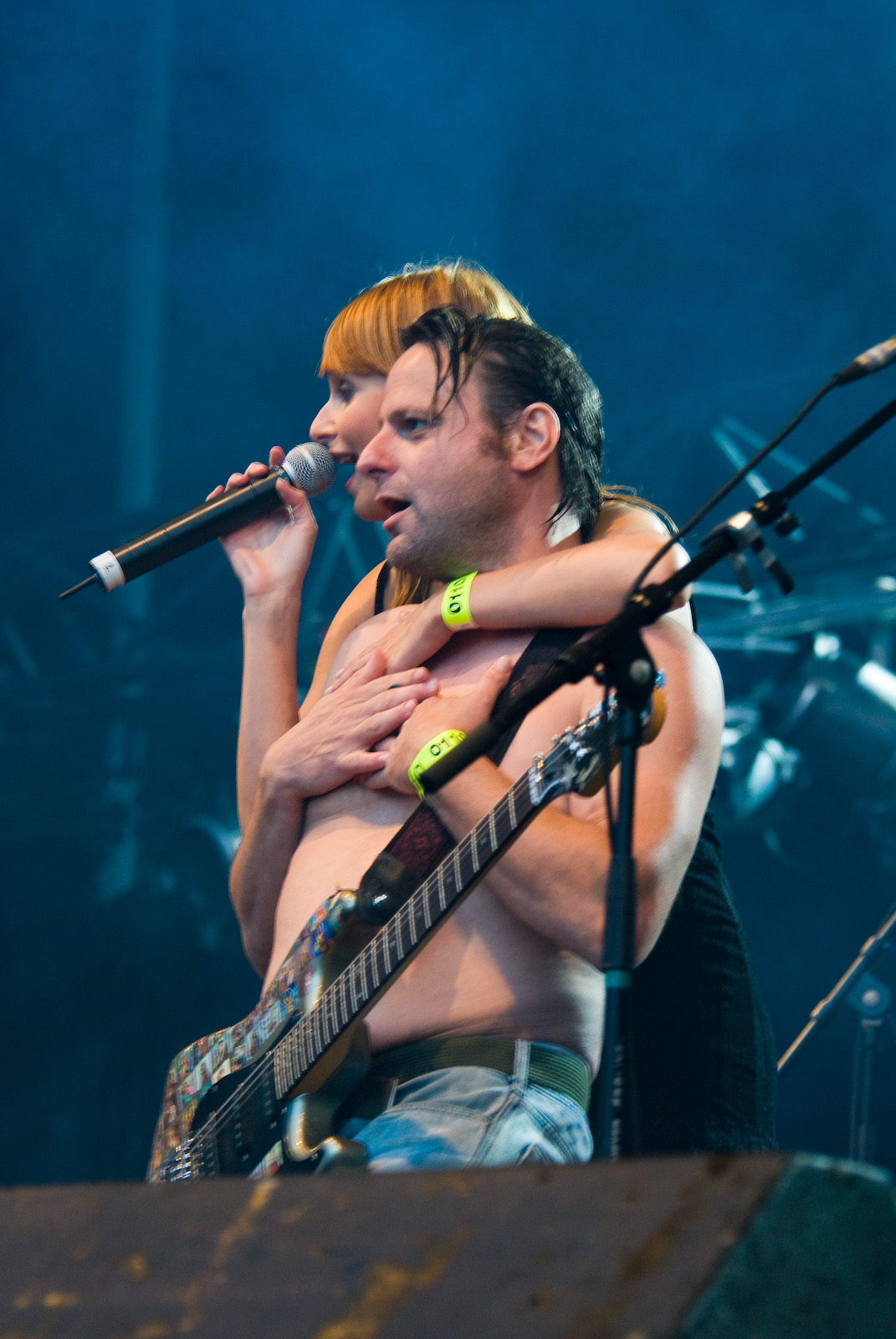
Isabelle Adam en Luc De Vos

In 2005 keerde Isabelle terug naar Nederlandstalig repertoire en nam zij ook haar artiestennaam weer aan. Net voor de jaarwisseling van 2006 verscheen de single Ik heb hem zo lief, dat uitgroeide tot een groot succes. Voor het eerst sinds lange tijd stond ze opnieuw op nummer 1 in de Vlaamse hitlijst en had ze een serieuze top 10-hit te pakken in de Ultratop. Ook met haar single Zelfs al kwam je terug vond ze de weg naar de hitlijsten. Dit stevige rocknummer is een bewerking van Même si tu revenais van Claude François.
In 2006 trad Isabelle samen met Luc De Vos (van Gorki) op tijdens de 0110-concerten. Ook zong ze dat jaar een duet met Helmut Lotti en leerde ze Rob Vanoudenhoven zingen in het VTM-programma Just the Two of Us.
In 2007 werd Isabelle vaste teamleader in het VTM-programma De Foute Quiz. Isabelle werd ook vaak gevraagd om op compilatie-albums te staan, zoals de Levenslijn-cd's. Voor de cd Braveau Clouseau vertolkte ze samen met Gorki het nummer En dans.

### De macht der gewoonte
Door de samenwerking met onder anderen Luc De Vos kreeg Isabelle plots heel wat steun uit de 'alternatieve' muziekwereld. Na tien jaar kreeg zij de kans een nieuw album op te nemen: De macht der gewoonte. Hiervoor kreeg ze hulp van onder anderen An Pierlé, Sam Bettens, Stijn Meuris en Sioen. De producer van dienst was Alex Callier van Hooverphonic. In 2008 stelde ze haar nieuwe album voor in de AB in Brussel. Met haar nieuwe repertoire trad ze onder meer op tijdens het Festival Dranouter.

### The Expendables en De Grietjes
In 2012 werd Isabelle A de nieuwe zangeres van The Expendables. Ze volgde er Sofie Van Moll op.
In 2013 richtte ze samen met Evi Goffin en Anneke van Hooff de groep De Grietjes op. Nadat Goffin de groep verliet, werd ze vervangen door achtereenvolgens Silvy De Bie, Esther Sels en Ianthe Tavernier. Begin 2018 hield de groep ermee op. Na het vertrek van Anneke van Hooff werden De Grietjes, Les Copines. Les Copines bestaan uit Isabelle A en Ianthe Tavernier, aangevuld met Helle Vanderheyden, Anne Van Opstal of Esther Sels.

### Liefde voor Muziek
In 2017 kwam Isabelle A weer in de belangstelling te staan dankzij haar deelname aan het derde seizoen van Liefde voor muziek. De aflevering waarin haar liedjes centraal stonden behaalde 834.944 kijkers. Aansluitend op het programma verscheen in de zomer van 2017 het album Zo zal het zijn, haar eerste studioalbum sinds negen jaar. Het album verkocht goed en bereikte de derde plaats in de Vlaamse albumlijsten.
Later in 2017 trad ze op tijdens Night of the Proms. Speciaal voor de gelegenheid bracht ze een hedendaagse versie van Blank of zwart en zong ze een duet met Pieter Embrechts: Envoûte-moi. Bij de MIA's werd Isabelle genomineerd in de categorie "beste solo vrouw".
In 2019 kwam het album Sjokola uit. De eerste single hiervan werd Nooit meer alleen, een duet met Koen Wauters.

### Privé
Isabelle A had een relatie met zanger Willy Sommers, die 23 jaar ouder was van 1996 tot rond 1999. Later was ze ook samen met zanger Raf Van Brussel en presentator Philippe Quatennens.
Van 2008 tot 2017 was ze samen met zanger Hans Forceville, met wie ze getrouwd was en in 2010 een zoon kreeg.
Van 2020 tot 2024 was ze samen met de zanger Davy Macquoi, met wie ze ook de single "Alleen met jou" uitbracht in 2023.

## Discografie[11]

### Albums
| Album met hitnotering(en) in de Vlaamse Ultratop 200 albums | Datum van verschijnen | Datum van binnenkomst | Hoogste positie | Aantal weken | Opmerkingen |
| ----------------------------------------------------------- | --------------------- | --------------------- | --------------- | ------------ | ----------- |
| Hemels                                                      | 1998                  | 14-02-1998            | 22              | 15           |             |
| De macht der gewoonte                                       | 2008                  | 07-06-2008            | 16              | 11           |             |
| Zo zal het zijn                                             | 2017                  | 15-07-2017            | 3               | 22           |             |
| Het beste van                                               | 2017                  | 09-12-2017            | 61              | 14           |             |
| Sjokola                                                     | 2019                  | 13-04-2019            | 7               | 9            |             |

#### Originele albums
- Liedjes uit TV-Tamtam (1989)
- Isabelle A (1991)
- Zeventien (1992)
- Jij doet me leven! (1993)
- Isabelle A (1994)
- Hemels (1998)
- De macht der gewoonte (2008)
- Zo zal het zijn (2017)
- Sjokola (2019)

#### Verzamelalbums
- Het beste (1994)
- Diamond collection (1998)
- Op verzoek (2006)
- Goud van hier (2009)
- Het beste van (2017)

### Singles

#### Hitnoteringen
| Single met eventuele hitnotering(en) in de Nederlandse Top 40 | Datum van verschijnen | Datum van binnenkomst | Hoogste positie | Aantal weken | Opmerkingen                 |
| ------------------------------------------------------------- | --------------------- | --------------------- | --------------- | ------------ | --------------------------- |
| Hé, lekker beest                                              |                       | 03-11-1990            | tip             | -            | Nr. 43 in de Single Top 100 |
| Jij mag altijd op me rekenen                                  |                       | 25-12-1993            | 37              | 3            | Nr. 37 in de Mega Top 50    |
| Helemaal alleen                                               |                       | 19-02-1994            | tip             | -            |                             |

| Single met hitnotering(en) in de Vlaamse Ultratop 50 | Datum van verschijnen | Datum van binnenkomst | Hoogste positie | Aantal weken | Opmerkingen                                        |
| ---------------------------------------------------- | --------------------- | --------------------- | --------------- | ------------ | -------------------------------------------------- |
| Hé, lekker beest                                     | 1990                  | 13-10-1990            | 4               | 19           | Nr. 1 in de Vlaamse Top 10                         |
| Ik weet wat ik wil                                   | 1991                  | 09-03-1991            | 6               | 14           | Nr. 1 in de Vlaamse Top 10                         |
| Blank of zwart                                       | 1991                  | 22-06-1991            | 12              | 14           | Nr. 1 in de Vlaamse Top 10                         |
| Stap voor stap                                       | 1991                  | 19-10-1991            | 20              | 11           | Nr. 3 in de Vlaamse Top 10                         |
| Zeventien                                            | 1992                  | 22-02-1992            | 20              | 9            | Nr. 5 in de Vlaamse Top 10                         |
| Ik heb je nodig                                      | 1992                  | 23-05-1992            | 15              | 9            | Nr. 1 in de Vlaamse Top 10                         |
| Weet je nog...                                       | 1992                  | 29-08-1992            | 42              | 6            | Nr. 7 in de Vlaamse Top 10                         |
| Wondermooi                                           | 1992                  | 09-01-1993            | 23              | 11           | Nr. 2 in de Vlaamse Top 10                         |
| Jij mag altijd op me rekenen                         | 1993                  | 19-06-1993            | 36              | 7            | Nr. 5 in de Vlaamse Top 10                         |
| Sarah                                                | 1993                  | 23-10-1993            | 44              | 2            | Nr. 6 in de Vlaamse Top 10                         |
| Helemaal alleen                                      | 1993                  | 15-01-1994            | 37              | 8            | Nr. 4 in de Vlaamse Top 10                         |
| Dansen voor jou                                      | 1997                  | 01-02-1997            | 20              | 9            | Nr. 5 in de Vlaamse Top 10                         |
| Hemels                                               | 1997                  | 16-08-1997            | 47              | 1            | Nr. 5 in de Vlaamse Top 10                         |
| Liefste                                              | 1997                  | 20-12-1997            | 39              | 8            | Nr. 4 in de Vlaamse Top 10                         |
| Wie ben jij                                          | 1998                  | 11-04-1998            | 23              | 11           | Nr. 3 in de Vlaamse Top 10                         |
| Ik geef                                              | 1998                  | 01-08-1998            | 46              | 3            | Nr. 6 in de Vlaamse Top 10                         |
| Ik vul mijn hart met jou                             | 1998                  | 24-10-1998            | tip18           | -            | Nr. 9 in de Vlaamse Top 10                         |
| Blijf me bij                                         | 1999                  | 24-07-1999            | tip5            | -            | Nr. 4 in de Vlaamse Top 10                         |
| Wish                                                 | 2000                  | 02-12-2000            | 27              | 10           | met Miguel Wiels                                   |
| Calling out your name                                | 2002                  | 04-05-2002            | tip7            | -            |                                                    |
| A brand new day                                      | 2002                  | 12-10-2002            | tip7            | -            | als deel van The Magic Stars                       |
| Somewhere in my heart                                | 2002                  | 26-10-2002            | tip13           | -            |                                                    |
| Baby baby                                            | 2003                  | 02-08-2003            | 31              | 3            |                                                    |
| My guy                                               | 2004                  | 07-02-2004            | tip7            | -            | met K-Styles                                       |
| Ik heb hem zo lief                                   | 2005                  | 07-01-2006            | 3               | 12           | Nr. 1 in de Vlaamse Top 10                         |
| Zelfs al kwam je terug                               | 2006                  | 16-09-2006            | 26              | 8            | Nr. 3 in de Vlaamse Top 10                         |
| Onder de sprei                                       | 2008                  | 07-06-2008            | tip8            | -            | Nr. 4 in de Vlaamse Top 10                         |
| I've only begun to fight (Live)                      | 2017                  | 22-04-2017            | 39              | 1            | Uit Liefde voor muziek                             |
| Eyo! (Live)                                          | 2017                  | 29-04-2017            | tip             | -            | Uit Liefde voor muziek                             |
| Een mooi verhaal (Live)                              | 2017                  | 06-05-2017            | tip15           | -            | Uit Liefde voor muziek Nr. 9 in de Vlaamse Top 50  |
| Zo zal het zijn (Live)                               | 2017                  | 13-05-2017            | tip             | -            | Uit Liefde voor muziek Nr. 38 in de Vlaamse Top 50 |
| Dormir en cuillère (Live)                            | 2017                  | 20-05-2017            | tip17           | -            | Uit Liefde voor muziek                             |
| Lowietse (Live)                                      | 2017                  | 27-05-2017            | tip28           | -            | Uit Liefde voor muziek Nr. 14 in de Vlaamse Top 50 |
| En dans (Live)                                       | 2017                  | 03-06-2017            | tip             | -            | Uit Liefde voor muziek Nr. 43 in de Vlaamse Top 50 |
| Glad ijs                                             | 2017                  | 01-07-2017            | tip13           | -            | Nr. 7 in de Vlaamse Top 50                         |
| De lifter                                            | 2017                  | 26-08-2017            | tip             | -            | Nr. 25 in de Vlaamse Top 50                        |
| Als ik nee zeg                                       | 2017                  | 16-09-2017            | tip9            | -            | Nr. 5 in de Vlaamse Top 50                         |
| Envoûte-moi                                          | 2017                  | 18-11-2017            | tip             | -            | met Pieter Embrechts                               |
| Nooit meer alleen                                    | 2019                  | 02-02-2019            | tip6            | -            | met Koen Wauters Nr. 8 in de Vlaamse Top 50        |
| 2 seconden                                           | 2019                  | 06-04-2019            | tip5            | -            | Nr. 3 in de Vlaamse Top 50                         |
| Samen                                                | 2019                  | 04-05-2019            | tip             | -            | Nr. 41 in de Vlaamse Top 50                        |
| Voor mij alleen                                      | 2019                  | 27-07-2019            | tip9            | -            | Nr. 7 in de Vlaamse Top 50                         |
| Sjokola                                              | 2019                  | 16-11-2019            | tip6            | -            | Nr. 6 in de Vlaamse Top 50                         |
| Jij                                                  | 2020                  | 22-02-2020            | tip34           | -            | met Daalman Nr. 19 in de Vlaamse Top 50            |
| Crimineel                                            | 2020                  | 27-06-2020            | tip2            | -            | Nr. 8 in de Vlaamse Top 50                         |
| Ik denk teveel                                       | 2021                  | 03-07-2021            | 38              | 4            | met Tim Akkerman Nr. 5 in de Vlaamse Top 30        |
| Alleen met jou                                       | 2023                  | 12-08-2023            | 50              | 1            | Nr. 8 in de Vlaamse Top 30                         |

#### Overige singles (zonder hitnotering)
- De troika (1987)
- Teevee Tam Tam (1988)
- Alleen (1989)
- Te jong (1990)
- Gordel je mee (1992, Gordellied)
- Ik laat je nooit meer gaan (1994) (Nr. 6 in de Vlaamse Top 10)
- Toch zie ik je graag (1994) (Nr. 8 in de Vlaamse Top 10)
- Jou zal ik nooit vergeten (1994)
- Candy (1995, met Kloot Per W)
- Eén voor één gaan lichten uit (1996)
- Jij alleen (1998)
- Zoals je bent (2022, met Aafke Romeijn) (Nr. 9 in de Vlaamse Top 30)
- Nieuw begin (2024) (Nr. 9 in de Vlaamse Top 30)
- Levenlang (2024, met Daalman) (Nr. 6 in de Vlaamse Top 30)

- International Standard Name Identifier: 0000 0001 2065 9820
- MusicBrainz: 97913176-2703-4407-9ba5-ec838a91e248
- Virtual International Authority File: 171664356